# Peixe-dragão-de-Noronha
O peixe-dragão-de-noronha (Melanostomias dio), é uma espécie de peixe-dragão de águas abissais da família Stomiidae. É nativo de águas profundas do Atlântico Sul Ocidental, tendo ocorrência apenas no arquipélago de Fernando de Noronha.

## Etimologia
"Melanostomias" vêm de duas palavras de origem grega, melanos, preto ou negro (fazendo referência a sua coloração corporal) e stoma, significa boca. Dio é em homenagem ao cantor de metal Ronnie James Dio, pois sua "isca" localizada abaixo da boca, se assemelha muito a um sinal de mão que os fãs e músicos de heavy metal usam.

## Descoberta
Apenas um único exemplar desta espécie foi coletado ao norte do arquipélago de Fernando de Noronha, junto com outras espécies de peixes abissais. Quando o peixe chegou a superfície, os biólogos achavam que se tratava de outra espécie de peixe-dragão, acreditando ser Melanostomias melanops, uma espécie que não ocorre em águas brasileiras. Os biólogos só chegaram a conclusão de ser uma nova espécie, pois seu bulbo "isca" possui um padrão totalmente distinto de outros peixes-dragão.

## Distribuição
Até onde se sabe, é uma espécie endêmica do arquipélago de Fernando de Noronha, mas pode ser possível que possa habitar outras partes do oceano Atlântico.